# Хехинген
Хе́хинген (нем. Hechingen) — город в Германии, в земле Баден-Вюртемберг. 
Подчинён административному округу Балинген. Входит в состав района Цоллернальб.  Население составляет 18 839 человек (на 31 декабря 2014 года). Занимает площадь 66,44 км². Официальный код  —  08 4 17 031.
Город подразделяется на 9 городских районов.

## Города-побратимы
- Жуэ-ле-Тур (Франция, с 1973)

## Известные представители
- Фридрих Вильгельм фон Штойбен (1730—1794) — американский генерал прусского происхождения, участник Семилетней войны и Войны за независимость США.
- Эльза Эйнштейн (1876—1936) — кузина и вторая жена Альберта Эйнштейна.
- Фридрих Вильгельм Виктор Август Эрнст Прусский (1882—1951) — кронпринц Германский и Прусский, старший сын последнего германского императора Вильгельма II и его супруги императрицы Августы Виктории, последний наследник императорского трона в Германии.
- Пауль Леви (1883—1930) — деятель германского социалистического и коммунистического движения, глава Коммунистической партии Германии в марте 1919 — феврале 1921 годов.
- Отто Нерц (1892—1949) — немецкий футболист и футбольный тренер, самый первый главный тренер немецкой национальной футбольной команды.
- Отто Баум (1911—1998) — командир соединений войск СС, кавалер Рыцарского креста с дубовыми листьями и мечами, оберфюрер СС.
- Маркус Вольф (1923—2006) — глава внешней разведки ГДР.
- Клаус Кинкель (1936—2019) — немецкий государственный и политический деятель.
- Карл Георг Людвиг Гвидо фон Узедом (1805—1884) — прусский дипломат.

## Фотографии

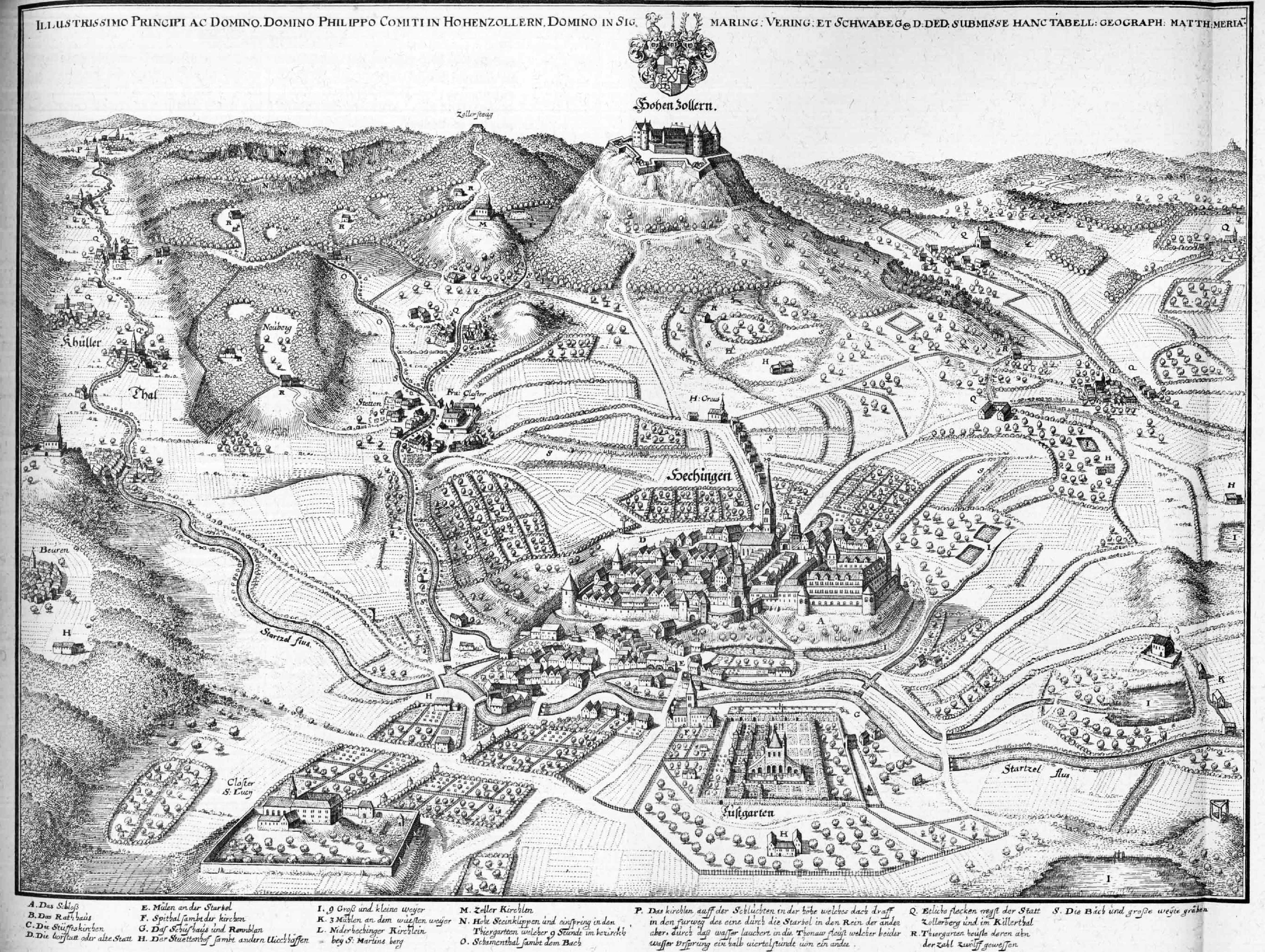
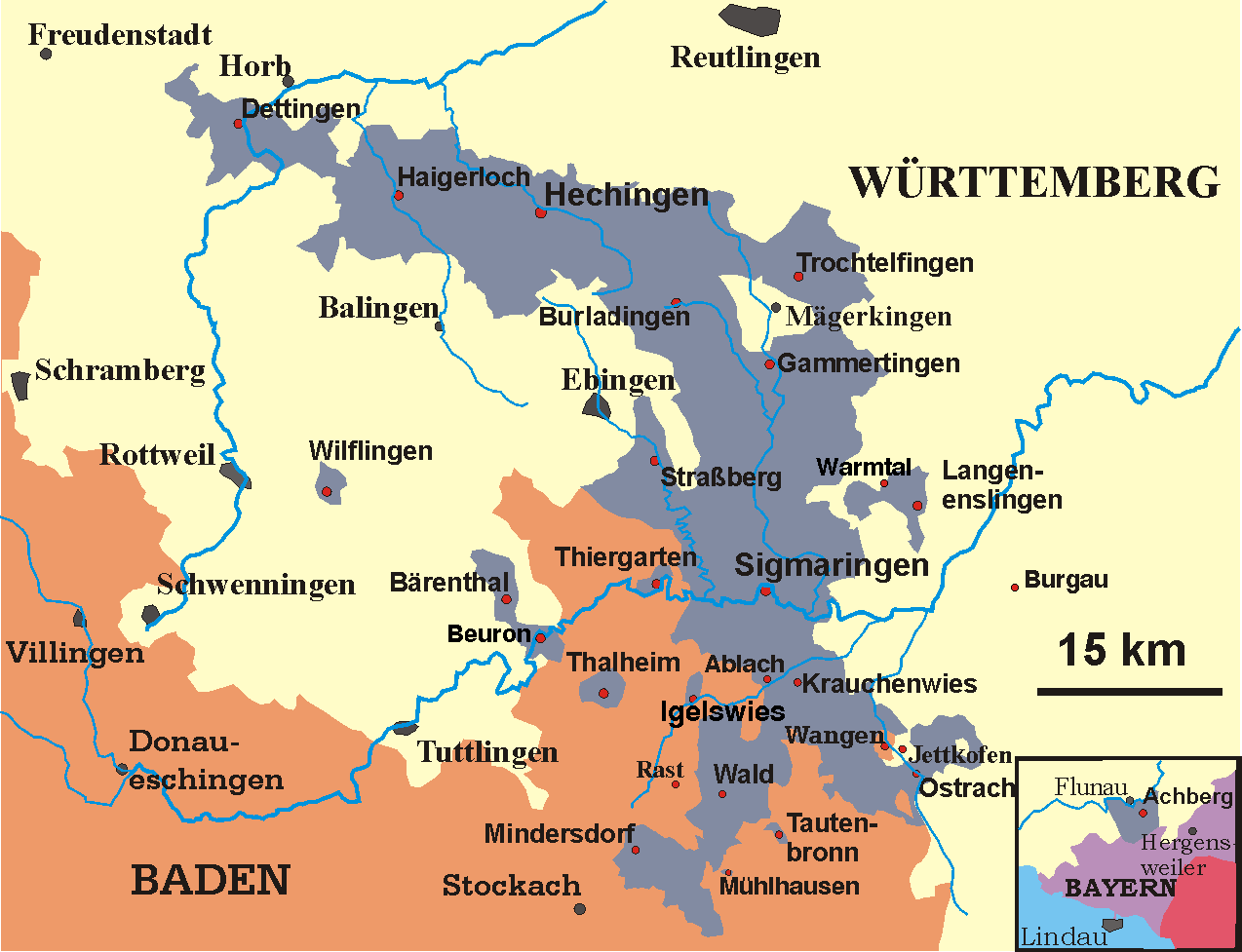
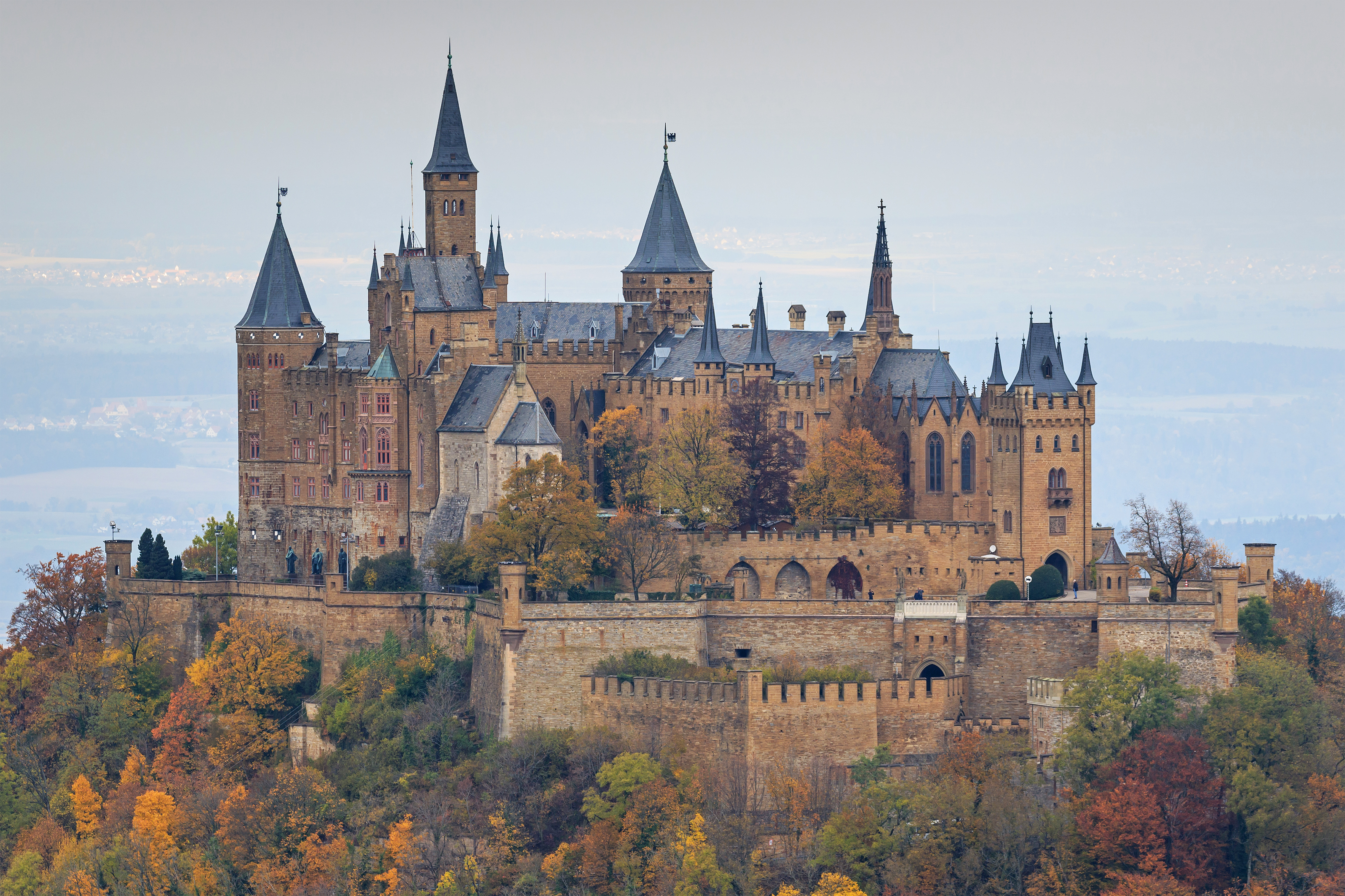
Замок Гогенцоллерн
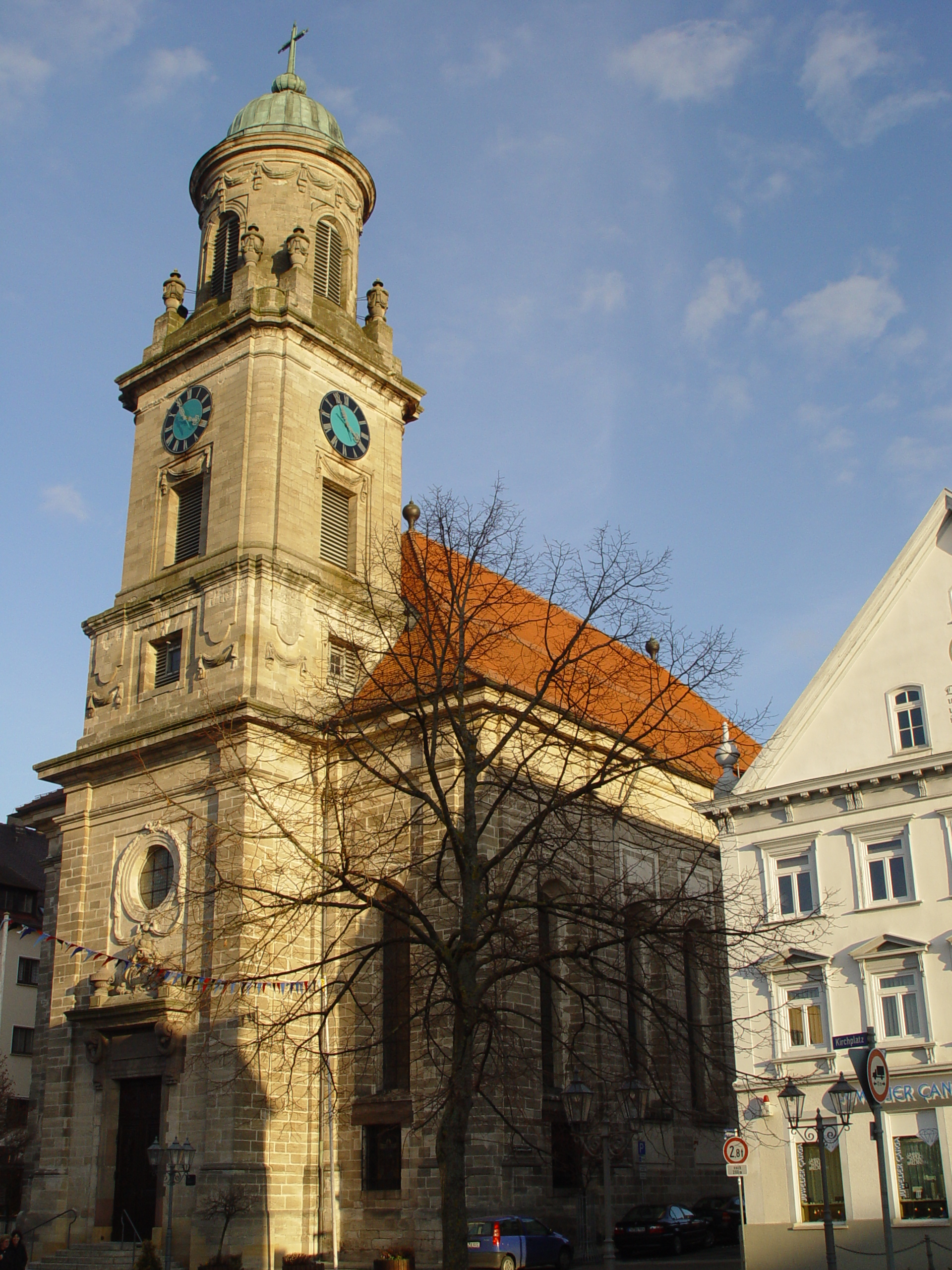
St. Jakobus
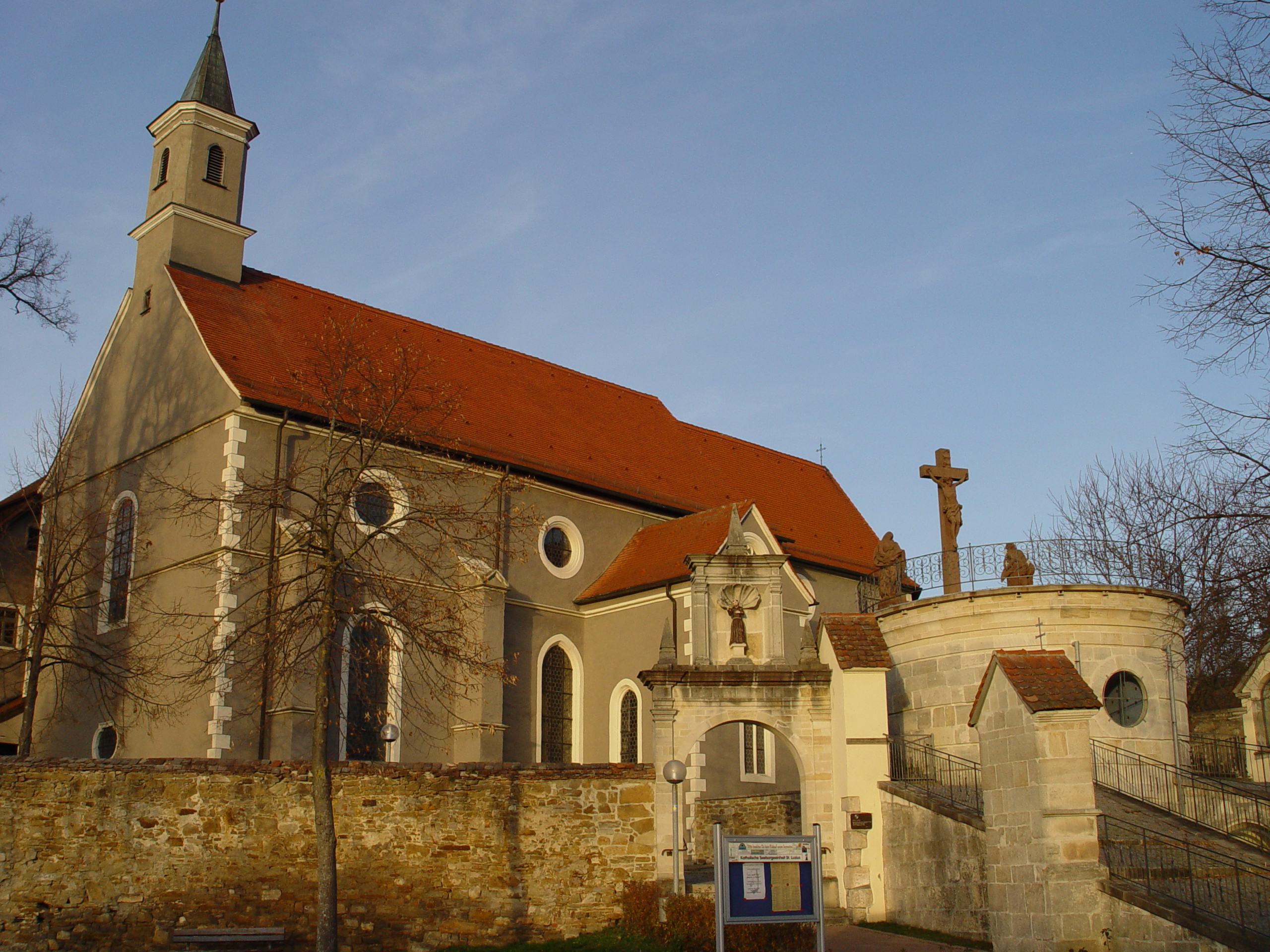
St. Luzen
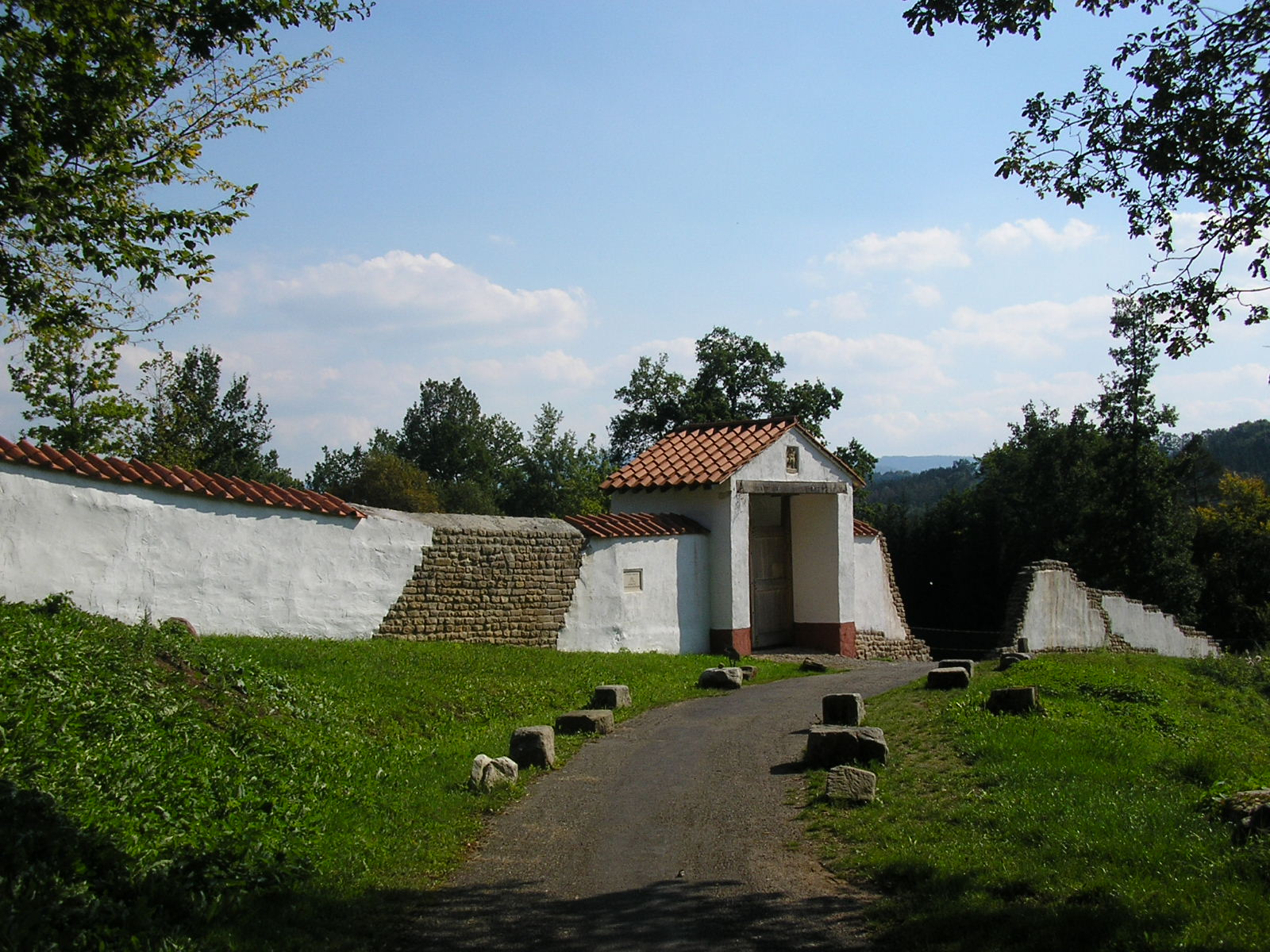
Музей под открытым небом Хехинген-Штайн